# 摩耶海岸通
摩耶海岸通（まやかいがんどおり）は兵庫県神戸市灘区の町名の一つで、同区海岸部東端、HAT神戸として開発された地帯。摩耶山の麓の海岸という意味で命名された。郵便番号：657-0855。

## 地理
東は西郷川河口を挟み灘浜町、南は海を隔てて摩耶埠頭、西は中央区脇浜海岸通、北は阪神高速3号神戸線を挟み岩屋南町。東部が一丁目で西部が二丁目。

## 歴史
この地は以前は日出町と呼ばれ、昭和7年（1932年）7月から30年（1955年）12月まで敏馬の浜が順次埋め立てられてできた土地で、日の出を真っ先に拝めるところに肖って付けた佳名だった。神戸製鋼の工場があったが、阪神・淡路大震災の後はその跡地が東部新都心HAT神戸の灘区側として開発され、平成10年（1998年）3月から建設に伴い順次町名が切り替わり、最終的に平成13年（2001年）に日出町は消滅して摩耶海岸通と入れ替わった。

## 人口統計
令和2年国勢調査（2020年10月1日）における世帯数3,172、人口6,858で内男性3,257人・女性3,601人。